# Oposició a la dictadura portuguesa
L'oposició va començar immediatament després de la implantació de la dictadura portuguesa en 1926 i es va anara allargant i enfortint a mesura que el règim autoritari (1926-1974) perdurava. Ella sempre va lluitar i es va oposar a la idees de la dictadura militar (1926-1933) i de l'Estat Nou (1933-1974).
Molts intel·lectuals i persones importants, com Humberto Delgado, Álvaro Cunhal, Norton de Matos, van participar en l'oposició i van contribuir molt. L'oposició sofria molt amb les persecucions i repressió de la PIDE, la policia política de l'Estat Nou, per això ella va optar per la clandestinitat. Molts opositors van ser forçats a exiliar-se a l'estranger i alguns fins i tot van ser assassinats per la PIDE, com el General Humberto Delgado o l'escultor Dias Coelho, entre molts altres.
El moviment de contestació de la dictadura militar a l'oposició pot ser dividida en 3 fases amb característiques diferents:

## Primera fase (1926 fins a 1943)
- Oposició feble, desorganitzada i violenta.

En el principi de la dictadura, l'oposició era desorganitzada i era dominada per concepcions anarquistes que privilegiaven l'acció violenta, radical i armada.

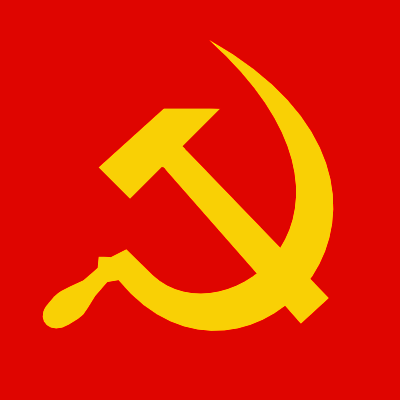
El Partit Comunista Portuguès va representar la principal estructura organitzada d'oposició a la dictadura.

Els republicans democràtics van organitzar i comandaren diverses revoltes com les de 1927, 1928 i 1931 que van tenir lloc al Port, Lisboa, Setúbal, Açores, Fusta i Guinea, però totes elles fracassades.
A 1932, el moviment monàrquic catòlic del Integrisme Lusità va allunyar en relació amb l'Estat Nou i, l'any següent, sota el lideratge de Rolão Preto i Alberto Monsaraz (ex-membres de la Junta Cèntrica del Integrisme Lusità, no obstant això dissolta per a integrar la Causa Monárquica), van suspendre la reivindicació monàrquica, i van resoldre organitzar el Moviment Nacional-Sindicalista per a donar combat a la institucionalització de la "Salazarquia". Davant l'enorme mobilització aconseguida entorn d'aquell moviment, Oliveira Salazar ho va prohibir en 1934, manant arrestar i col·locar els seus caps a la frontera amb Espanya.
La revolta de 1934 que va ser organitzada pels anarquistes, comunistes i obrers que van intentar oposar-se a la corporativització dels sindicats, va tenir lloc en la Marina Gran, però aquesta revolta, com les altres, va fracassar.
En 1935, els nacionals-sindicalistes, van venir encara a Portugal a intentar una revolta ("temptativa de revolta del buc Bartolomeu Dias i del destacament militar de la Caserna de la Penha de França") per a esfondrar l'Estat Nou, però aquesta va fracassar. Rolão Preto i Alberto Monsaraz van ser forçats a sortir una vegada més per a l'exili a Espanya.
En 1938, un grup de anarcosindicalistes van intentar assassinar Salazar, el "Cap", quan ell es dirigia cap a missa, però va aconseguir escapar il·lès.

## Segona fase (1943 fins a els principis de la dècada de 60)
- L'oposició més organitzada i “pacífica” i la participació d'aquests en les eleccions presidencials de 1949, 1951 i 1958. En aquella època, l'oposició organitzada al règim continuava a ser petita, incloent sobretot els intel·lectuals, els comunistes, els professionals liberals i els demòcrates.

En 1943, va néixer el Moviment d'Unitat Nacional Anti-Fascista (MUNAF). Era una organització política clandestina i pretenia agrupar i reorganitzar l'oposició (desorganitzada en aquells temps). Va aconseguir agrupar molts opositors democràtics, com Mário Soares.
A 1945, amb la derrota de les grans dictadures (alineats en l'Eix), Salazar va ser forçat a fer alguns canvis "democràtics", expressament la institució d'eleccions, per a donar una bona imatge a la democràcies capitalistes occidentals.
Per a preparar l'oposició per a les eleccions (tant presidencials com legislatives), el MUNAF va ser substituït pel Moviment d'Unitat Democràtica (MUD), en 1945. Era una organització política autoritzada per Salazar i pretenia proporcionar un debat públic entorn de la qüestió electoral. Però, l'oposició mai aconseguia guanyar les eleccions perquè aquestes eren manipulades secretament pel Govern. Aquest moviment democràtic ràpidament va rebre gran suport popular i va aconseguir agrupar molts opositors a l'Estat Nou, principalment intel·lectuals i professionals liberals, per això la MUD va ser dissolta pel règim en Gener de 1948. Molts dels antics membres de la MUD van continuar oposant-se al règim i es van integrar en la comissió de suport a la candidatura del general Norton de Matos a la Presidència de la República, en Abril de 1948.
Molts opositors van ser perseguits i obligats a la clandestinitat i a l'exili. L'únic partit polític organitzat i eficient en aquella època era el Partit Comunista Portuguès (fundat en 1921), que va ser un dels protagonistes de l'oposició a l'Estat Nou. Salazar el considerava una gran amenaça.
Els opositors van participar en les eleccions presidencials de 1949 (Norton de Matos), de 1951 (Quintão Meireles) i de 1958 (Humberto Delgado) defensant la democratització. Les eleccions de 1958 van aconseguir sacsejar el poder de l'Estat Nou i van donar força i esperança a l'oposició, encara que el candidat opositor (Humberto Delgado) perdés. El General Delgado va aconseguir reunir entorn d'ell tota l'oposició democràtica i va tenir gran suport popular. Després d'aquesta elecció, el Govern, per a no tindre més sorpreses, va canviar l'acte electoral. En comptes de triar el President de la República per sufragi directe, el Govern va crear un col·legi electoral (composts pels partidaris de la Unió Nacional) per a triar-lo (així no hi haurà més eleccions presidencials).
En 1959, el General Humberto Delgado, en la seqüència de la derrota electoral, víctima de represàlies per part del règim salazarista i blanc d'amenaces per part de la policia política, va demanar asil polític en l'Ambaixada de Brasil, sortint després per a l'exili a aquest país. Durant el període del seu exili a Brasil va ser àmpliament recolzat per D. Maria Pia de Saxe-Coburgo Gotha i Bragança, a qui es dirigia com "la Princesa" o "la Duquessa", ella que el va ajudar econòmicament i encara li va oferir una de les seves residències a Roma perquè el General pogués tornar al territori europeu.
Un dels més cèlebres actes que l'oposició va fer a l'estranger va ser la captura del "paquebot Santa Maria" (1961) per Henrique Galvão, amic i aliat de Delgado. Aquest acte va despertar l'atenció del Món. Aquest paquebot pertanyia a la Companyia Colonial de Navegació, una de les joies de la marina mercant portuguesa.
Però, existien diversos sectors de la societat, com les forces armades, la burgesia (especialment l'alta burgesia) i el clero catòlic, que recolzaven el règim salazarista. Amb l'inici de la guerra colonial, en 1961, l'oposició s'allargava  cada vegada més a causa del descontentament del poble amb la guerra i va iniciar una contestació sense treves al règim, el que va precipitar la caiguda d'aquest. Malgrat de les incomptables contestacions de l'oposició, el sentiment oficial de l'Estat portuguès, però, es mantenia: l'Estat Nou rebutja la democratització i l'alliberament de les colònies i era això que era transmès pels mitjans de comunicació i per la propaganda estatal.
A partir de la dècada dels 60, els estudiants universitaris van començar la oposar-se al règim i un dels principals conflictes va ser la Crisi acadèmica de 1962. Aquesta crisi va tenir inici en Febrer de 1962, quan el Govern va prohibir les commemoracions del Dia de l'Estudiant. Un gran nombre d'estudiants de la Universitat de Lisboa van reaccionar ocupant la cantina universitària, van ser reprimits per les forces policials. Davant el rebuig definitiu del Govern a autoritzar les celebracions del Dia de l'Estudiant, i encara com a forma de protesta contra la violència de la policia, les Academies de Lisboa i de Coimbra van decretar conjuntament el dol acadèmic. Posicionats davant la violència i el rebuig al diàleg del règim i en la impossibilitat d'assegurar la coordinació del moviment en conjunt amb els altres que els recolzaven, expressament l'oposició democràtica, els estudiants van acabar per desistir de la contestació, acabant el règim per reprendre el control de la situació a la fi de l'any. De qualsevol forma, aquesta llarga crisi va marcar el despertar per a l'activitat política d'una generació que, els anys següents, mostraria ser un dels sectors més vius de la resistència a l'Estat Nou.
En Març de 59, diverses figures militars i civils planejaren un cop d'Estat a Lisboa, conegut com a "Cop de la Seu", amb l'objectiu de fer fora Salazar, en la seqüència del frau electoral de les presidencials de 58. La intentona, d'inspiració sobretot catòlica, va acabar bloquejat al començament, sense que algun dels implicats agafés les armes. La causa del fracàs està en el fet que el PIDE es va assabentar del que estava passant.
El dia 31 de desembre de 1961, es dona una revolta militar i civil en la caserna de Beja (regiment de infanteria 3), comandada pel capità Varela Gomes i Manuel Serra (líder civil). El general Humberto Delgado va tornar clandestinament al país per a participar en aquesta revolta, que malgrat d'haver trencat un cicle de 30 anys en què l'oposició no va agafar les armes, va acabar fracassada.
L'any següent, un grup d'oficials liberals, dirigit pel General Botelho Moniz (Ministre de Defensa), va llançar una temptativa de cop d'Estat (cridada després de Cop Botelho Moniz). Aquest cop d'Estat, destinat a allunyar Salazar, va fracassar a causa de les errades d'organització dels implicats i a la denúncia del cop per oficials d'extrema-dreta (apoiants del règim), com per exemple el general Kaúlza de Arriaga i l'almirant Américo Tomás. La silenciada opinió pública portuguesa no va tenir coneixement de res del que va ocórrer, només estant sorpresa amb una remodelació ministerial i l'acomiadament de diversos alts caps militars posteriorment dictada per Salazar.

## Tercera fase (finals de la dècada de 60 fins a la caiguda del règim)
L'oposició es radicalitzava i es feia forta, afavorint els actes terroristes, radicals i més violents. El règim, sofrint moltes dificultats econòmic-financeres i pressió internacional, era també atacat fortament per l'oposició. El MFA va sorgir en la dècada de 70.
Ni amb l'allunyament de Salazar del poder, en 1968, va fer que el panorama polític s'alterés. Les eleccions legislatives de 1969 van fer triar un grup de 30 joves diputats liberals denominats Ala Liberal i que van venir a donar un glop d'aire fresc en la lluita per la llibertat. Aquests diputats van presentar diversos projectes liberals per a accelerar la renovació del règim que Marcelo Caetano (el substitut de Salazar), però van ser tots derrotats pels sectors polítics més conservadors (partidaris de la Unió Nacional), partidaris del règim autoritari. Després de successives desil·lucions i a la impossibilitat d'exercir lliurement els seus drets, l'Ala Liberal va acabar per abandonar l'Assemblea Nacional. Els esforços dels liberals van contribuir al descrèdit de la política marcelista de renovació contínua junt a amples sectors de les classes mitjanes portugueses.
Només en els finals de la dècada de 60 és que es va començar a verificar una radicalització de l'actitud política, expressament entre les capes més joves, que més se sentien afectades per la continuació de la guerra. Les universitats van ocupar un paper fonamental en la difusió d'aquest posicionament. És en aquest ambient que l'Acció Revolucionària Armada (ARA), recolzada i creada pel PCP, i les Brigades Revolucionàries (BR) es van revelar com una important forma de resistència contra el sistema colonial portuguès, practicant accions armades, no terroristes, principalment contra la logística de la guerra colonial.
En la dècada dels 70, els sectors de les finances i negocis, classes mitjanes i moviments obrers es posicionaren amb l'oposició a causa de les dificultats econòmiques viscudes en el país causades per la guerra i per la crisi mundial de 1973 i van ser molt importants en la contestació a la política del règim. El règim ja tenia els seus dies comptats perquè gairebé tots els sectors de la societat ja no el recolzaven, fins i tot les forces armades i alguns membres del clero.
Creixia el descontentament i l'angoixa en les Forces Armades Portugueses (la gran base de suport del règim), especialment a partir de dècada de 70, perquè ells van percebre que la guerra colonial estava lluny d'acabar i que ells no anirien a aconseguir guanyar-la. El rebuig del govern a acceptar una solució política per a la guerra va dur a que els oficials percebessin que la fi del conflicte passava pel final de la dictadura. Els oficials intermedis de l'exèrcit, principalment els capitans, sabent que tenien el suport dels seus caps superiors, es van organitzar en un moviment clandestí, el Moviment de les Forces Armades (MFA) que tenia com principals objectius democratitzar el país i acabar la guerra colonial. El programa del MFA, conclòs en Març de 1974 i divulgat a les casernes (a la metròpoli i a les colònies), aniria a resumir-se després en tres paraules-lema: Democratitzar, Descolonitzar i Desenvolupar (les tres “D”).

## Caiguda del règim
A 25 d'abril de 1974, es va aconseguir, finalment, el principal objectiu i somni de l'oposició: la caiguda de la dictadura. El cop que va acabar amb la dictadura va ser efectuat pels militars del MFA, amb la col·laboració de la població. Va ser coneguda com la Revolució dels Clavells. Aquest dia, els militars del MFA van marxar sobre Lisboa, la seu del Govern. Els quarters militars que suposadament donaven suport al règim, es van rendir i es van ajuntar als militars del MFA. El règim va caure sense haver-hi gairebé qui el defensés. Aquesta revolució va culminar amb la rendició de Marcello Caetano, a la fi del dia. Va ser una revolució "no-sagnant" i "pacífica" (van ser morts només 4 manifestants per l'antiga policia política que encara resistia a la seva seu).